# Villa Romana de Singa
A Villa Romana de Singa é um sítio arqueológico no concelho de Ferreira do Alentejo, em Portugal.

## Descrição
As ruínas da villa romana, que foi identificada como Singa, estão situadas numa elevação na margem direita da Ribeira de Canhestros, perto da aldeia com o mesmo nome. No local foram encontrados encontrados vários vestígios do período romano, dispersos numa área de 5000 m², incluindo dois fragmentos de mó, uma grande quantidade de terra sigillata, e materiais de construção como cerâmica, pedras e pedaços de mármore, e opus caementicium.
Outra localização possível para a cidade de Singa teria sido no lado nascente da vila, onde foram encontrados vários vestígios dessa época, atrás da antiga localização do castelo de Ferreira do Alentejo, que foi demolido e substituído pelo cemitério no século XIX. Uma terceira teoria, ligada à tradição popular, coloca a povoação de Singa no mesmo local do que a moderna vila de Ferreira do Alentejo.

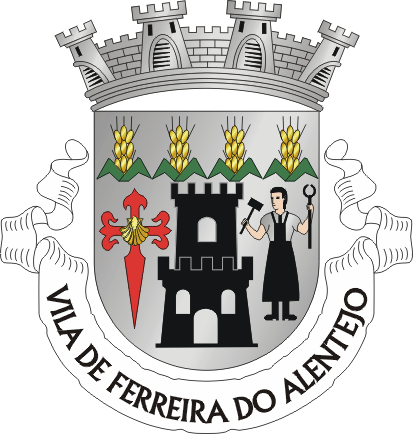
Brasão de Ferreira do Alentejo, que alude à lenda da ferreira de Singa.

## História
Singa teria sido originalmente um castro lusitano, habitado entre os períodos neolítico e calcolítico, que depois da conquista por parte dos exércitos romanos, tornou-se num ópido fortificado de grande importância política e administrativa na região. A povoação estava unida a outros pontos da região por vias militares, uma das quais passava por Canhestros.
Segundo uma lenda popular, no ano de 405, nos finais do período romano, a cidade de Singa terá sido invadida por godos, suevos e alanos e outros povos bárbaros, tendo uma das principais defensoras sido uma mulher, que guardou a entrada do castelo com ferramentas de ferreiro. Esta mulher estaria casada com um ferreiro, sendo por isso alcunhada de ferreira, dando o nome à vila de Ferreira do Alentejo. Desta forma, a fundação lendária da vila terá ficado associada à antiga povoação de Singa. Apesar da resistência popular, representada pela lenda da ferreira, a povoação foi conquistada pelos godos nos princípios do século V. Foi depois conquistada pelas forças maometanas, e durante a época medieval foi construído um castelo em cima das ruínas da antiga fortaleza.
Em 1999, foi feito um trabalho de levantamento arqueológico no local.